# حول المسجد (السياني)

تعديل مصدري - تعديل

حول المسجد محلة تابعة لقرية المعزبة، التابعة لعزلة المجزع بمديرية السياني إحدى مديريات محافظة إب في الجمهورية اليمنية.، بلغ تعداد سكانها 37 حسب تعداد اليمن لعام 2004.